# The Spectacular Spider-Man (stripserie)
The Spectacular Spider-Man is de naam van verschillende comicseries en een tijdschrift over Marvel Comics' Spider-Man.
De hoofdserie over het personage, The Amazing Spider-Man, was zeer succesvol en Marvel vond dat ze gemakkelijk meer dan 1 striptitel over dit personage konden maken. Dit leidde in 1968 tot de lancering van een tijdschrift, maar daarvan verschenen slechts twee delen. In 1972 werd alsnog een tweede Spider-Man serie gelanceerd getiteld, Marvel Team-Up, waarin Spider-Man samenwerkte met andere superhelden. De serie was succesvol genoeg voor nog een derde maandelijkse serie, Peter Parker, The Spectacular Spider-Man, in 1976.

## Tijdschrift
The Spectacular Spider-Man was oorspronkelijk een twee delen tellend tijdschrift uitgebracht door Marvel in 1968 bij wijze van experiment.
Het eerste deel (juli 1968) bevatte een gekleurde voorkant met een 52 pagina’s tellende zwart-wit Spider-Man strip getiteld, "Lo, This Monster!", door schrijver Stan Lee met tekenwerk van John Romita, Sr. en inker Jim Mooney. Een tiendelig “oorsprongsverhaal” "In The Beginning!" was er ook in verwerkt.
Het tweede en laatste deel (november 1968) was wel geheel in kleur. Lee, Romita en Mooney werkten ook voor dit deel samen aan het verhaal "The Goblin Lives!", over de Green Goblin. Aan het einde van het blad werd een volgend deel aangekondigd, maar dat is nooit gemaakt. Het gobelin verhaal uit dit deel werd in een verkorte vorm herdrukt in The Amazing Spider-Man Annual #9 (1973).
Beide delen van het tijdschrift werden herdrukt in de collectie Marvel Masterworks: The Amazing Spider-Man #7 (ISBN 0-7851-1636-2).

## Volume One (1976-1998)
Getiteld Peter Parker, The Spectacular Spider-Man bij zijn debuut in december, maar die naam werd afgekort tot The Spectacular Spider-Man vanaf #134 (januari 1988). Dit was de eerste stripserie met de naam. De serie verscheen maandelijks en liep 263 delen t/m 1998.
Het schrijfwerk werd afwisselend gedaan Gerry Conway en Archie Goodwin, tot midden 1977 Bill Mantlo het overnam. Hij deed de stripreeks voor bijna 7 jaar. Gedurende zijn tijd als schrijver focuste de strip meer op Spider-Mans campus leven op de Empire State University.
De eerste reguliere tekenaar was Sal Buscema, die de title tekende tot midden 1978. Daarna namen o.a. Mike Zeck, Frank Miller, Jim Mooney, Ed Hannigan en Greg LaRocque de serie in de loop van vijf jaar over.
Al Milgrom nam begin 1984 het schrijfwerk over van Roger Stern. Jim Owsley, toenmalig redacteur van de Spider-Man titels, vond Milgroms manier van schrijven niet echt goed en verving hem door nieuwkomer Peter David in 1985. David en tekenaar Rich Buckler lieten de serie meer focussen op een serieuze “opgroeiings”-toon en meer complexe thema's. Een belangrijke verhaallijn was de hun "Death of Jean DeWolff" verhaal (#107-110). David bleef schrijfwerk doen voor deze serie tot begin 1988.,
Vanaf deel #134 werd het "Peter Parker" gedeelte van de titel geschrapt. Het logo veranderde ook naar een logo meer in overeenstemming met die van The Amazing Spider-Man. Sal Buscema werd de reguliere tekenaar en bleef bij de titel van begin 1988 tot eind 1996. Hij tekende meer dan 100 delen, en is daarmee de tekenaar die het langst aan de serie heeft meegewerkt.
Na zijn "Return of the Sin-Eater" verhaallijn (#134-136, januari - maart 1988) werd Peter David van de titel gehaald. Redacteur Owsley beweerde dat hoofdredacteur Jim Shooter Peters werk intens haatte. David dacht zelf dat hij ontslagen werd omdat de hoge heren van Marvel vonden dat een beginnend schrijver zich niet met Marvels voornaamste superheld zou moeten bezighouden. Gerry Conway, die ook meeschreef aan Web of Spider-Man van 1988 t/m 1990, keerde terug naar de serie, tot hij besloot om verhaaleditor te worden voor de televisieserie Father Dowling Mysteries.
J.M. DeMatteis werd de reguliere schrijver midden 1991, en begon met de verhaallijn "The Child Within" (#178-184, juli 1991 - januari 1992). In dit verhaal keerde de Harry Osborn Green Goblin terug die in #200 (april 1993) aan zijn einde zou komen. DeMatteis injecteerde een grimmige psychologische ondertoon in het boek, waaronder in de verhaallijn "Kraven's Last Hunt".
DeMatteis verliet de serie midden 1993 om te gaan schrijven voor The Amazing Spider-Man. Steven Grant en andere schrijvers volgden ein 1994, toen voormalige Amazing Spider-Man schrijver Tom DeFalco het overnam. Rond deze tijd werden alle Spider-Man titels beïnvloed door de controversiële "Clone Saga". De Clone Saga drong ook Spectacular Spider-Man binnen met deel #226 (juli 1995). De titel werd toen tijdelijk vervangen door The Spectacular Scarlet Spider #1-2 (Nov.-Dec. 1995). Vanaf #230 (januari 1996) ging de titel weer onder zijn oude naam door.
Todd DeZago deed nog een jaar het schrijverswerk voordat DeMatteis terugkeerde. Luke Ross volgde Sal Buscema op als tekenaar en bleef dit werk doen tot het einde van de serie. Het laatste deel was #263 (november 1998).

### Collecties
- Essential Peter Parker: The Spectacular Spider-Man Vol. 1 (ISBN 0-7851-1682-6) - Collects issues #1-31
- Essential Peter Parker: The Spectacular Spider-Man Vol. 2 (ISBN 0-7851-2042-4) - Collects issues #32-53

## Volume Two (2003-2005)
The Spectacular Spider-Man Vol. 2 is een 27 delen tellende maandelijkse strip gepubliceerd tussen 2003 en 2005. Elk deel werd geschreven door Paul Jenkins (behalve #23-26, door Samm Barnes). De primaire tekenaars waren Humberto Ramos en Mark Buckingham. De serie verving de oude Peter Parker: Spider-Man (Vol. 2) serie.

### Collecties
- The Spectacular Spider-Man Vol. 1: The Hunger (ISBN 0-7851-1169-7) - Collects issues #1-5
- The Spectacular Spider-Man Vol. 2: Countdown (ISBN 0-7851-1313-4) - Collects issues #6-10
- The Spectacular Spider-Man Vol. 3: Here There Be Monsters (ISBN 0-7851-1333-9) - Collects issues #11-14
- The Spectacular Spider-Man Vol. 4: Disassembled - Collects issues #15-20
- The Spectacular Spider-Man Vol. 5: Sins Remembered (ISBN 0-7851-1628-1) - Collects issues #23-26
- The Spectacular Spider-Man, Vol. 6: The Final Curtain (ISBN 0-7851-1950-7) - Collects issues #21, 22, 27 and Peter Parker: Spider-Man (Vol. 2) # 39-41 .

## Britse titel
Spectacular Spider-Man Adventures is ook een titel uitgebracht door Panini Comics in het Verenigd Koninkrijk. De reeks bevat een mix van hergedrukte Amerikaanse strips en originele Britse strips. Spectacular is gericht op een jonger publiek dan Panini’s andere Spider-Man titel, Astonishing Spider-Man. De serie is losjes gebaseerd op de continuïteit van Spider-Man: The Animated Series

## Voetnoten
1. ↑  Digital-Priest.com: "Adventures in the Funny Book Game: Chapter Two — Why I Never Discuss Spiderman: Barabbas", by Christopher J. Priest (James Owsley), May 2002
2. ↑  Ibid., "Ball Game"
3. ↑  Peter David interview, Spider-ManCrawlSpace.com (Oct. 9, 2005)